# Алба Фуценс
Вижте пояснителната страница за други значения на Алба.
Алба Фуценс (на латински: Alba Fucens) е древен град на 105 км североизточно от Рим, над Лаго Фучино. Намирал се е на 1016 м над морското равнище, в подножието на Монте Велино, 6,4 km северно от Авецано. Намира се до малкото село Албе, квартал от Massa d'Albe в провинцията Л'Акуила в региона Абруцо в Италия.
Алба Фуценс е първо град на еквите. През 458 пр.н.е. е обкръжен от римляните, но не е првзет. През 303 пр.н.е. e превзет от римляните с командир Гай Юний Бубулк Брут и става римска колония.
В градския затвор са били Сифакс, крал на Нумидия, Персей, крал на Древна Македония и Битуит, кралят на арверните.
През 1949 г. градът е открит от белгиеца De Vischer.
- Амфитеатър
- Църквата San Pietro
- Иконостас в San Pietro